# Rufus (Kim Possible)
Rufus er en fiktiv figur. Han medvirker i animationsserien Kim Possible.
Rufus er en hårløs jordrotte (nøgenrotte). Rufus er Ron Stoppables kæledyr. På engelsk stemmelægges Rufus af Nancy Cartwright.